# Бойко Оксана Вікторівна
Оксана Вікторівна Бойко, у шлюбі Буренко (*11 лютого 1987, Харків) — українська письменниця, журналістка, фотографка, фольклористка, редакторка-кореспондентка багатотиражки «Vivat Lex!».
Членкиня Національної спілки письменників України з 29 травня 2006 року та Національної спілки журналістів України з 29 червня 2011.

## Біографія
Випускниця української гімназії № 6 ім. П. А. Грабовського (Харків).
Вищу освіту здобула в Харківському національному педагогічному університеті імені Г. С. Сковороди (факультет «українська мова та література»). Магістр філології. Нагороджена грамотою переможниці загальноуніверситетського конкурсу «Студент року» в номінації «Творча особистість — 2004». Нагороджена головою Харківської обласної державної адміністрації як переможниця обласного конкурсу «Молодіжний лідер року» в номінації «Поет, письменник» І місце (2006, 2009).
Новели друкувалися в альманасі «Абзац» (2003, 2004), у журналах: «Слобожанщина» (2002, № 24), «Харьков студенческий» (2004), «Березіль» (2008, № 5-6); у молодіжному літературно-художньому альманасі «Левада» (2004, № 3; 2005, № 4); у газеті «Літературна Україна» (2005, № 42), у альманасі «Пролісок» (2005, № 2), у збірці «Озброєні словом» (2010) та ін. Твори було розміщено в багатьох колективних збірниках, альманахах, що виходили, зокрема, в Харкові, Києві, Львові, Херсоні, а також у періодиці.
Брала участь у роботі Всеукраїнської наради молодих літераторів (Коктебель, 2005).
Учасниця фольклорних експедицій, зокрема на Слобожанщині — селами Чугуївського району в серпні 2004 року та Харківського — у вересні 2005 року.
Колишня ведуча університетського ансамблю народної пісні «Конвалія», у складі якого стала дипломанткою Всеукраїнського огляду-конкурсу «Нові імена України» (2004) та лауреатом Міжнародного фестивалю «Печенізьке поле» (2004).
Одна із засновниць молодіжного літературного гурту «60 з половиною секунд».
На початку 2008 року спільно з Марією Козиренко заснувала у Харкові неформальне об'єднання «Сплав Літературних Ідеалістів» (СЛІД).
2009 — разом із Аліною Борщовою заснували літературно-мистецьку студію «Пластилін» (Зліпи із себе митця!) при редакції газети «Vivat Lex!» Національного юридичного університету імені Ярослава Мудрого.
Перший рік життя студійців видався багатим на гостей. До студії приходили письменники Харкова. Серед них — Олександр Бобошко, Марія Козиренко, Антоніна Тимченко, Ірина Коломієць, Сергій Шелковий. Відомі митці ділилися досвідом, допомагали літераторам-початківцям порадами і читали щось із власного доробку. П'ять років існування творчої студії, що існує при газеті «Vivat Lex!», стали врожайними на перемоги та досягнення: перші, другі та треті місця в обласному фестивалі-огляді літераторів «Молода Слобожанщина» (2010, 2011, 2012, 2013), виступи в Харківському літературному музеї, в Харківській організації Національної спілки письменників України, в літературних кав'ярнях міста, а також участь в молодіжних поетичних фестивалях. Секція творчої студії «Пластилін» на чолі з її керівницями Оксаною Бойко та А. О. Чернухою стала організатором Всеукраїнського літературно-мистецького фестивалю «Фокус» (2010), що проводився в Національному юридичному університеті імені Ярослава Мудрого. «Пластиліном» та профкомом студентів за підтримки ректорату проведено Перший конкурс літераторів Національного юридичного університету імені Ярослава Мудрого (2012) та Другий конкурс літераторів Національного юридичного університету імені Ярослава Мудрого (2013). За роки існування літературно-мистецької секції «Пластилін» світ побачили дві прозові (2011) та одна поетична (2014) збірки вихованців літературно-мистецької студії "Пластилін" (студентів НЮУ імені Ярослава Мудрого).

## Авторка творів
- «Полювання на новий день» (збірка новел, 2005)
- «Лайф» (збірка новел, 2008).

## Нагороди та відзнаки
- Лауреатка обласного літературного огляду-конкурсу «Молода Слобожанщина» (2003, 2004, 2005);
- Нагороджена грамотою НСПУ за активну участь та творчі успіхи в роботі Всеукраїнської наради молодих літераторів (Ірпінь, 2004);
- Переможниця Міжнародного конкурсу найкращих творів молодих українських літераторів «Гранослов-2004».
- Лауреатка Міжнародної недержавної україно-німецької премії ім. Олеся Гончара за збірку новел «Полювання на новий день» (2006).
- Переможниця (друге місце) І Всеукраїнського літературного конкурсу «Прекрасне поруч» (2010).
- Переможниця конкурсу «Різдвяне диво» в номінації «Мала проза: твори для дітей 9-12 років» (2010).
- Неодноразова переможниця та призерка багатьох всеукраїнських літературних конкурсів, у тому числі мережевих.